# Zodion
Genre
Synonymes
- Robertsonomyia Malloch, 1919
- Neozodion Szilády, 1926

Zodion est un genre d'insectes diptères de la famille des Conopidae.
Les adultes se nourrissent de nectar. Le comportement d'une grande partie de ces espèces est inconnue ; pour celles dont il a été étudié, la larve est obligatoirement endoparasite d'autres insectes, en particulier les hyménoptères pollinisateurs et parmi eux, les Bourdons, Apis mellifera, les Halictes, les Megachiles, les Andrènes, les Lasioglossum, les Nomies mais également les Vespidae comme les Odynères. L'espèce-type du genre est Zodion cinereum.
Les 62 espèces que comporte ce genre se rencontrent principalement au sein des écozones néotropicale (37 espèces), paléarctique (14, dont 6 en Europe) et néarctique (14)  mais également dans les écozones indomalaise (4), afrotropicale (2) et australasiène (1).

## Ensemble des espèces
Selon Jens-Hermann Stuke :
- Zodion abitus, Néarctique
- Zodion affinis, Néotropique
- Zodion albifacies, Arizona (USA)
- Zodion americanum, Néarctique

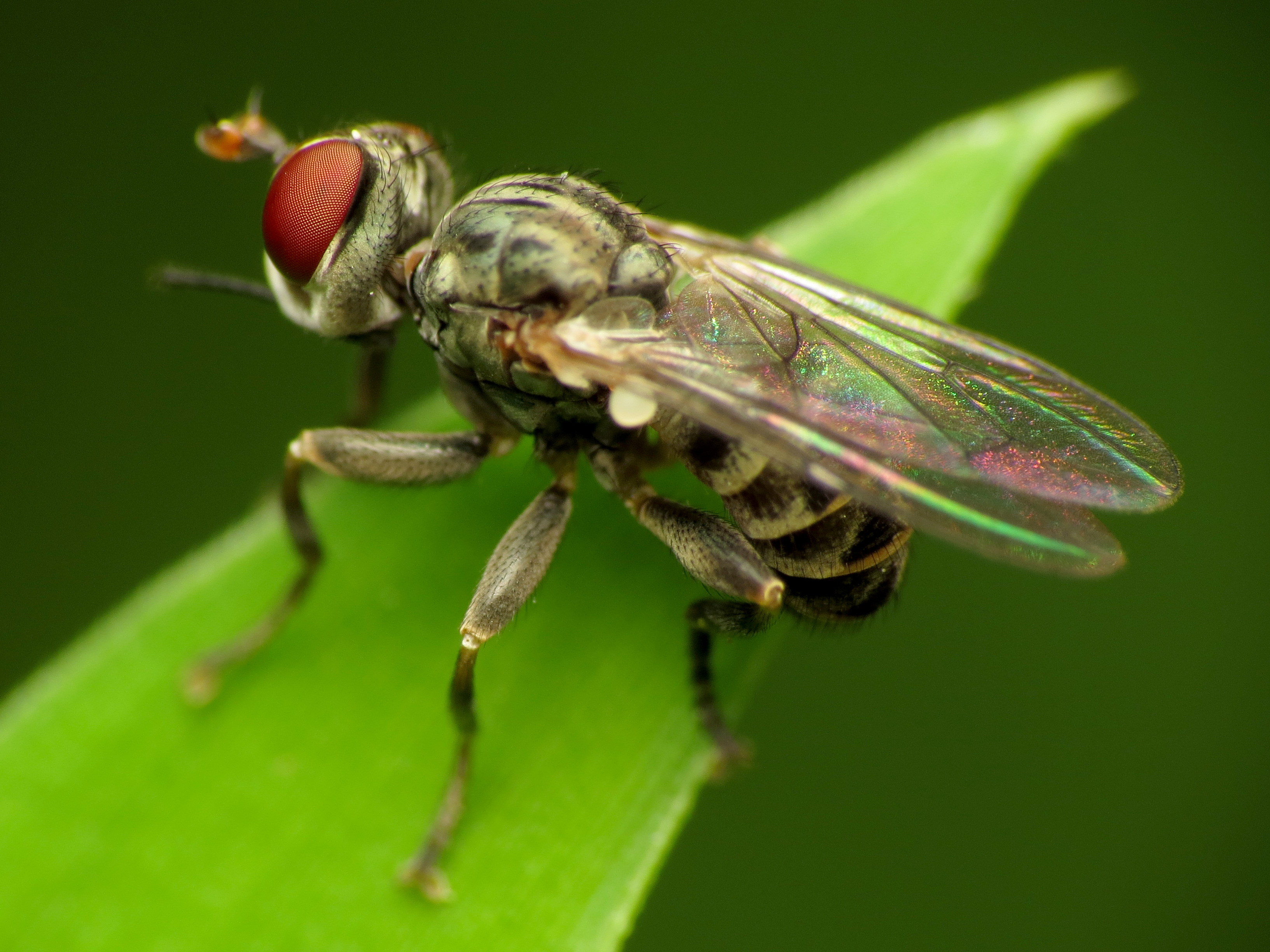
Zodion indéterminé (Washington District, USA)

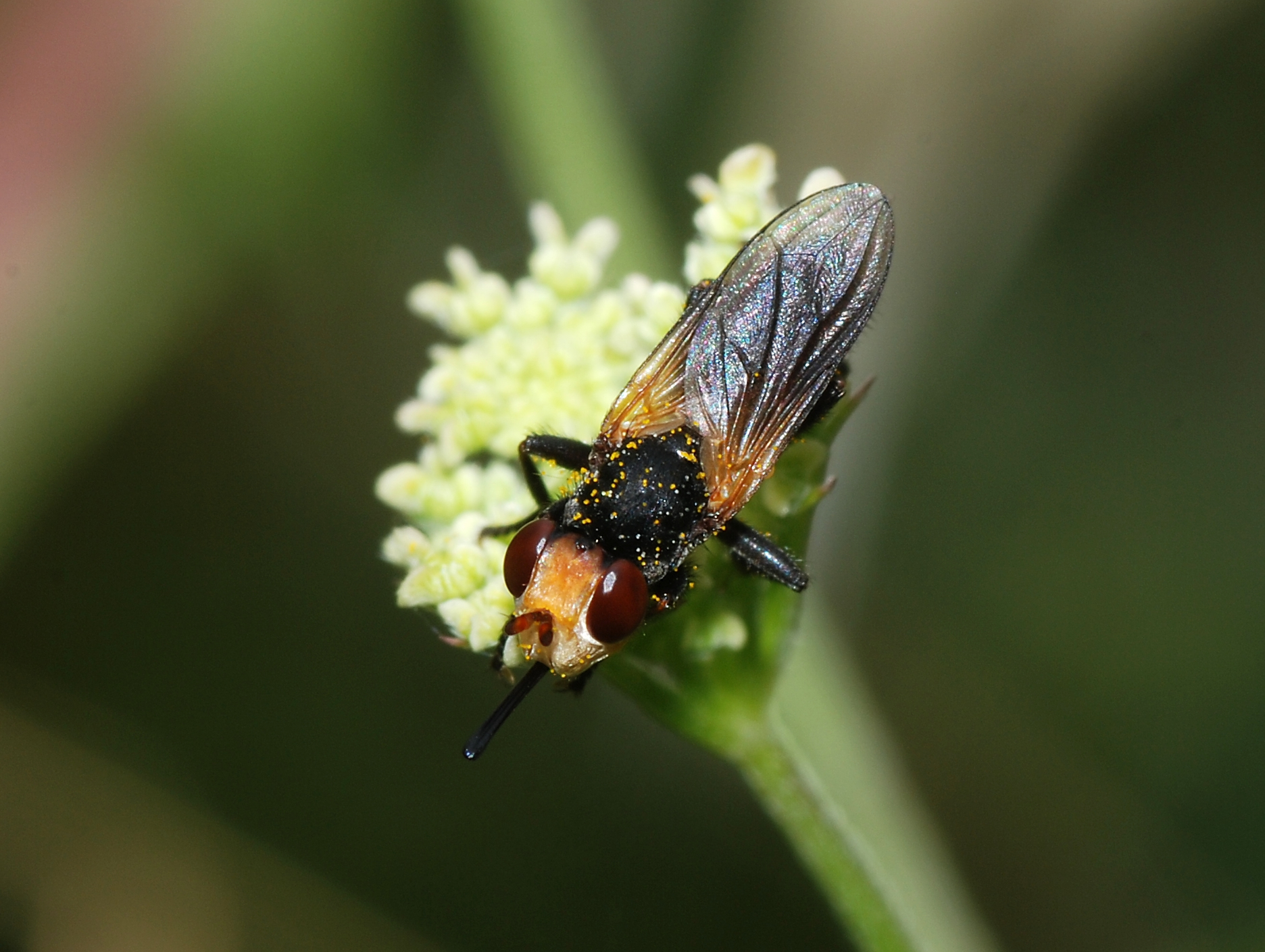
Zodion indéterminé

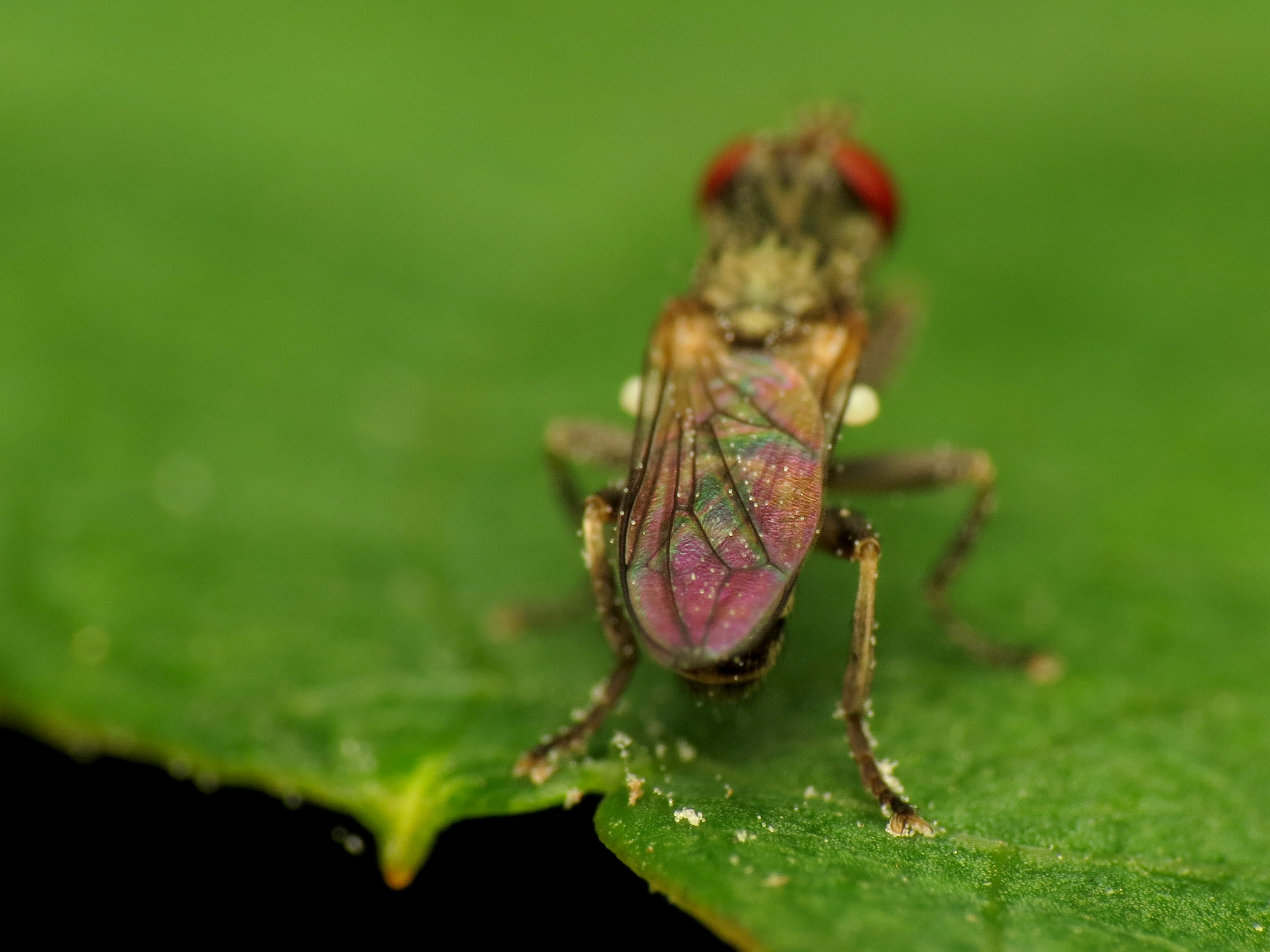
Zodion indéterminé, (Washington District, USA)

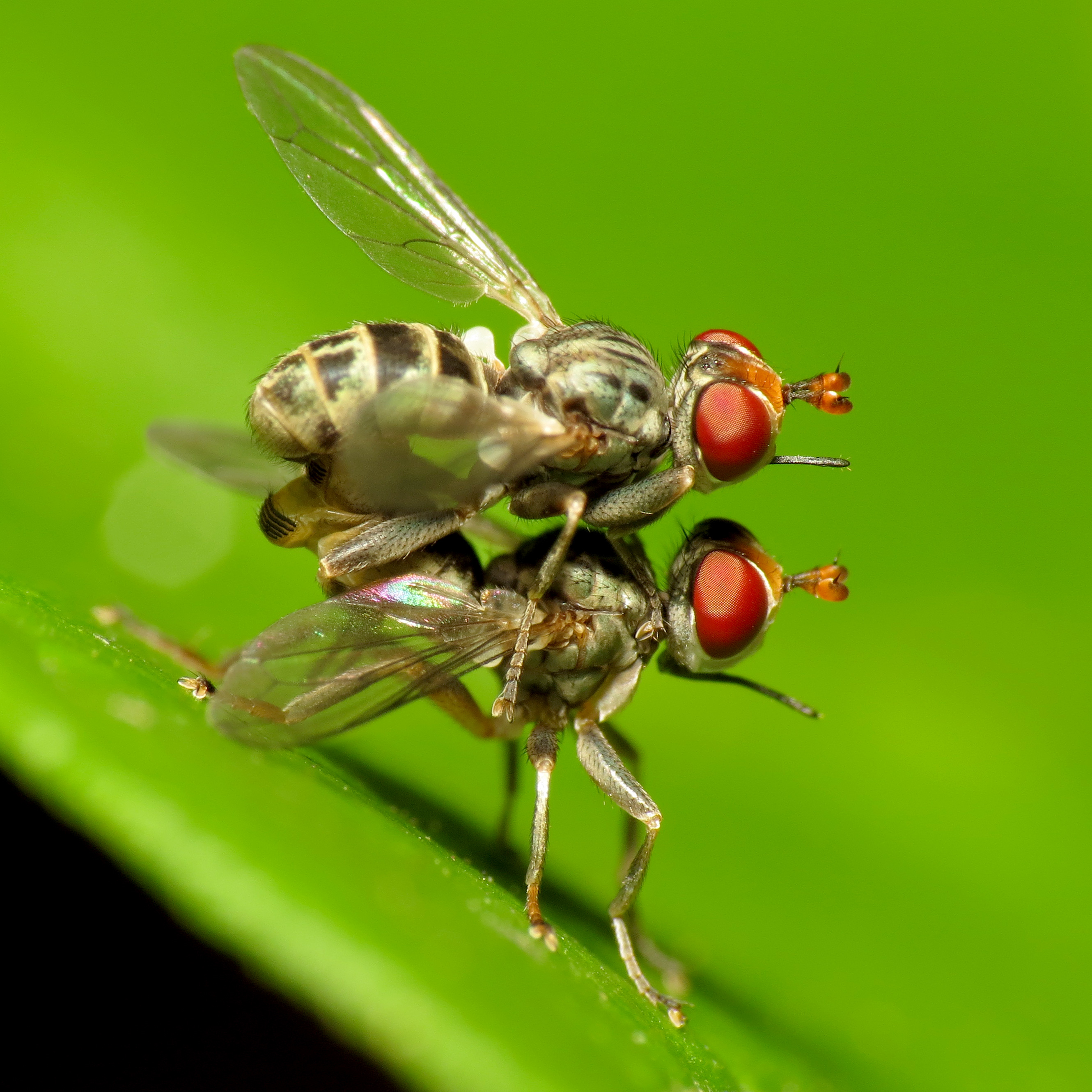
Accouplement de Zodion indéterminés (Washington District, USA)

- Zodion analis, Néarctique et Néotropique
- Zodion andersoni, Nord Paléarctique
- Zodion aureopygium, Néaotropique
- Zodion auricaudatum, Néarctique
- Zodion bellum, Mexique
- Zodion bifasciatum, Argentine et Brézil
- Zodion brevistriatum, Bolivie
- Zodion caesium, Îles Canaries
- Zodion californicum, Californie (USA)
- Zodion canescens, Cuba
- Zodion chvalai, Argentine
- Zodion cinereiventris, Néarctique
- Zodion cinereum, Afrotropique, Indomalais, Paléarctique
- Zodion cyanescens, Néarctique
- Zodion dibaphus, Argentine
- Zodion discale, Argentine et Brésil
- Zodion erythrurum, Ouest Paléarctique
- Zodion flavocaudatum, Néotropique
- Zodion flavostriatum, Brésil
- Zodion fulvifrons, Néarctique
- Zodion griseatum, Néotropique
- Zodion griseum, Inde
- Zodion hauseri, Kazakstan
- Zodion hispanicum, Espagne
- Zodion intermedium, Néarctique
- Zodion kroeberi, Ouest Paléarctique
- Zodion longirostre, Chine
- Zodion maculiventris, Mexique
- Zodion malayensis, Malaisie
- Zodion marstoni, Brésil
- Zodion mexicanum, Mexique
- Zodion montanum, Inde
- Zodion neocaledonicum, Nouvelle-Calédonie
- Zodion nigricorne, Chine
- Zodion nigrifrons, Californie et Orégon (USA)
- Zodion nigritarsis, Europe de l'Est
- Zodion obliquefasciatum, Néarctique
- Zodion painteri, Mexique
- Zodion palpale, Néarctique
- Zodion pamirense, Russie asiatique
- Zodion parvis, Néarctique et Mexique
- Zodion pearsoni, Brésil
- Zodion perbellum, Éthiopie, Tanzanie et Kenya
- Zodion perlongum, Néarctique
- Zodion peruvianum, Nord Néotropique
- Zodion pictulum, Néarctique et Néotropique
- Zodion pictum, Néotropique
- Zodion pilosum, Chine
- Zodion pruinosum, Pérou
- Zodion punctipennis, Argentine et Chili
- Zodion rossi, Mexique
- Zodion rufipes, Chine
- Zodion simis, Argentine et Brésil
- Zodion teutoniense, Brésil
- Zodion triangularis, Brésil
- Zodion triste, Néarctique
- Zodion vsevolodi, Est Paléarctique
- Zodion zebrinum, Mexique et Costa Rica

Les taxons Zodion carceli et Zodion notatum sont considérés comme synonymes de Zodion cinereum.

## Les espèces européennes
Selon Jens-Hermann Stuke et Fauna Europaea (9 mars 2019)
- Zodion andersoni
- Zodion caesium
- Zodion cinereum
- Zodion erythrurum
- Zodion hispanicum
- Zodion nigritarsis